# Louis Cros
Pour les articles homonymes, voir Cros.
Louis Cros, né le 30 juillet 1908 à Mende et mort le 3 janvier 2000 à La Verrière, est un haut fonctionnaire français, spécialiste des questions de pédagogie.

## Biographie

### Jeunesse et études
Sa mère meurt à sa naissance, et son père, pharmacien, meurt durant la Première Guerre mondiale, en 1915. Reconnu comme pupille de la nation en 1929, Il est élevé par ses tantes et ses grands-parents, et fait ses études secondaires au lycée de Mende, puis une licence à la faculté des sciences de Montpellier. Il poursuit ses études à Paris, où il obtient une licence de droit à la faculté de lettres et le diplôme de l'École libre des sciences politiques. 

### Parcours professionnel
De 1929 à 1932, il est professeur de physique au lycée de Niort, puis au lycée Thiers de Marseille (1930-1932), où il se lie avec Gustave Monod, qui est alors professeur de philosophie. 
Il réussit le concours de rédacteur à l’administration centrale du Ministère de l’Instruction publique et des Beaux-Arts, et est affecté à la direction de l’enseignement secondaire en 1932. 
En 1934, il est chef adjoint au cabinet de Cécile Brunschvicg, qui est secrétaire d'État à l'Éducation nationale, puis il est chargé de mission au cabinet de Jean Zay (1938).
En 1944, il retrouve Gustave Monod, devenu directeur général de l’enseignement du second degré, et il devient son adjoint. C'est avec lui que Gustave Monod fonde les « classes nouvelles » et le Comité universitaire d’information pédagogique, en 1949 que Cros dirige jusqu'en 1993. L'association édite quelques ouvrages, notamment le livre collectif Gustave Monod : Un pionnier en éducation, et  la revue hebdomadaire L'Éducation nationale, que Louis Cros dirige jusqu'en 1970, l'argent généré par les abonnements apportant des ressources à l'association, et des journées d'étude.
Il est nommé inspecteur général de l'Instruction publique et dirige brièvement le cabinet de cabinet du secrétaire d’État au Commerce, Jules Julien, en 1948-1949. Sous sa direction (1950-1960), le Musée pédagogique devient l’Institut pédagogique national. 
Il crée également les Centres régionaux et locaux de documentation pédagogique. 
Son livre, L'Explosion scolaire, publié en 1961, connaît un important succès : en effet, cet ouvrage laisse envisager les événements de mai 1968 et la nécessité, pour le système scolaire français, de se modifier qualitativement et quantitativement.
En 1964, il devient président des centres d'entraînement aux méthodes d'éducation active (CEMÉA). Il est fondateur du comité de liaison pour l’éducation nouvelle (CLEN) qu'il préside à partir de 1964.
Il meurt le 3 janvier 2000 à La Verrière.

## Publications
- avec René Devèze, Manuel de législation, T. 2 : Administration financière et comptabilité des lycées, Paris, Rinqueberck et Rouvière, 1945.
- L’Explosion scolaire, Paris, CUIP, 1961.
- (dir.) L'école nouvelle témoigne. Documents recueillis par le Comité de liaison pour l'éducation nouvelle, Paris, Armand Colin, 1970.
- Légiférer ne suffit pas… pour que l’école se réforme, Paris, 1977.
- Quelle école pour quel avenir ? Les apports de la recherche à l'éducation : essai de synthèse, Paris, Casterman, 1981.
- (coll.) Gustave Monod : un pionnier en éducation. Les classes nouvelles de la Libération, Paris, CUIP/CEMEA, 1981.

## Hommages et distinctions
- Officier de la Légion d'honneur[Quand ?]
- Commandeur de l'ordre des Palmes académiques
- Commandeur de l'ordre des Arts et des Lettres
- Officier de l'ordre de Léopold (Belgique)
- Commandeur de l'Étoile noire
- Le prix Louis-Cros de l'Académie des sciences morales et politiques est décerné à des travaux de jeunes auteurs dans le champ de l'éducation et la formation.